# Gare de Saint-Menet
La gare de Saint-Menet est une ancienne gare ferroviaire française de la ligne de Marseille-Saint-Charles à Vintimille (frontière), située sur le territoire de la ville de Marseille, dans le quartier de Saint-Menet, à l'est de la ville (11e arrondissement).
Elle est mise en service en 1858, par la Compagnie des chemins de fer de Paris à Lyon et à la Méditerranée (PLM). Cette gare est désormais détruite.

## Situation ferroviaire
Établie à 71 mètres d'altitude, la gare de Saint-Menet est située au point kilométrique (PK) 11,05x de la ligne de Marseille-Saint-Charles à Vintimille (frontière), entre les gares ouvertes de la Barasse et de La Penne-sur-Huveaune.

## Histoire

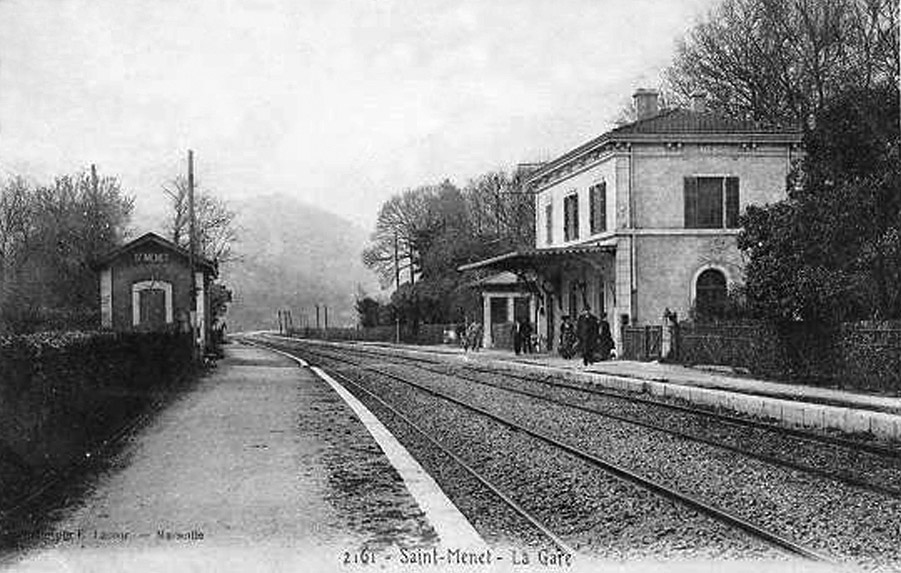
La gare, au début des années 1900.

La gare de Saint-Menet est inscrite dans le projet définitif de la ligne de Marseille à Toulon, concédée à la Compagnie des chemins de fer de Paris à Lyon et à la Méditerranée (PLM). Dans son rapport du 25 juillet 1857, l'ingénieur en chef du contrôle des travaux Guillaume indique qu'elle sera encadrée par les gares, ou stations, de Saint-Marcel et La Penne. La gare est mise en service le 25 octobre 1858, lors de l'ouverture de la section de Marseille à Aubagne. Troisième station de la ligne, elle est située sur le territoire de la commune de Marseille, au village de Saint-Menet qui compte 346 habitants.
Elle figure dans la nomenclature 1911 des gares, stations et haltes de la Compagnie des chemins de fer de Paris à Lyon et à la Méditerranée, comme station nommée Saint-Menet, fermée à certaines heures de la journée. Elle figure à la 8e section de cette nomenclature. La station est ouverte au service complet de la grande vitesse « à l'exclusion des chevaux chargés dans des wagons-écuries s'ouvrant en bout et des voitures à 4 roues, à deux fonds et à deux banquettes dans l'intérieur, omnibus, diligences, etc. ». Le service n'est disponible qu'à certaines périodes affichées dans la station. Il n'y a pas de service de la petite vitesse (PV).
La gare a vraisemblablement été fermée dans le courant des années 1960. Le bâtiment voyageurs a été détruit entre novembre 2020 et janvier 2022.